# Budno-Kolonia
Budno-Kolonia (potocznie Kolonia Budno) – nieoficjalna część wsi Budno, w województwie zachodniopomorskim, w powiecie goleniowskim, w  gminie Goleniów.
Miejscowość położona na północny zachód od Budna, przy drodze wojewódzkiej numer 113 łączącej Goleniów z Maszewem. 
W Budnie-Kolonii dominuje zabudowa o charakterze mieszkaniowym, jednorodzinnym. Powstaje tam spora ilość nowych domów stanowiących przedmieścia Goleniowa. 
Okoliczne miejscowości: Goleniów, Budno, Żółwia, Marszewo, Imno. 